# Susan Metcalfe Casals
Susan Metcalfe Casals (1878–1959) foi uma cantora mezzo-soprano estadounidense que se casou com Pau Casals, o violoncelista. Ela era muito respeitada em funções lied, concerto e em recitais.

## Origem
Ela nasceu Susan S. Metcalfe , em 1878, em Florença, Itália, filha do Dr. Frank J. Metcalfe, um médico da cidade de Nova Iorque. de Sua mãe, Helene, um proeminente membro da New Rochelle, sociedade de Nova Iorque. Anos mais tarde, Dr Metcalfe praticava em Florença, Itália, e Susan nasceu em 1878 e educado em jardins de Inverno na Itália e na França. Ela também tinha um irmão Louis e uma irmã Helena Francisca Metcalfe (n. 1880), que se casou com a Americana socialista arquiteto Herman Kobbé.

## Conexão com o Pau Casals
Como uma recitalista, Susan Casals fez a sua estreia em 1897 em Nova Iorque, e deu muitos recitais a cada ano. Em 1904, ela conheceu o violoncelista Paul Casals e deu um recital com ele (Casals acompanhava ao piano), e brevemente desenvolvei uma 'amizade fervorosa', que, no entanto, foi abatida quando Casals estabeleceu a sua relação próxima com Guilhermina Suggia em 1906. Em 1908 Metcalfe embarcou em uma turnê pela europa, durante a qual ela cantou para a família real Britânica. Como o Suggia a relação tornou-se tensa, Metcalfe e Casals corresponderam. Eles se encontraram novamente, depois de Casals tinha dado um concerto em Berlim, e se casaram em 4 de abril de 1914 em New Rochelle. Após o casamento eles mudaram-se juntos para a Europa. O casamento durou até 1928, quando foram formalmente separados, mas eles não tiveram o divórcio até 1957.

## Recitais
Durante a sua vida artística juntos Casals e sua esposa, muitas vezes, deram recitais em conjunto em que ele a acompanhava na música ao piano e executava também conjuntos de violoncelo no mesmo concerto. Por exemplo, no seu concerto de despedida em , em Aeolian Hall em Nova Iorque em abril de 1916 (o seu segundo considerando a época), Mme Casals cantou um grupo de canções Caldera, Caccini, Gluck e Mozart, e, mais tarde, um conjunto de cinco canções escoceses e irlandesas organizadas por Beethoven. Em um Maennerchor Artist Concert de janeiro de 1917, ela canta um grupo semelhante na primeira parte, e canções de Schumann e Emanuel Moura no segundo. deram concertos na América, Europa, Inglaterra, México e Cuba.
O casamento com Casals foi tempestuosa, e após a sua separação, em 1929, a sra. Metcalfe Casals viveu em Paris. A sua última recital foi na École Normale de Musique lá em 1951.
Depois, ela se mudou de volta para os EUA para viver com a sua irmã, e morreu em New Rochelle, Nova York, em 1959.

## Gravações
Susan Metcalfe Casals não fez totalmente gravações comerciais, mas ela fez o registro de oito lados de registros 78 rpm (etiqueta amarela a Sua Voz do Mestre) para distribuição privada, com Gerald Moore que acompanham em 1937. Estes têm sido muito admirado e alguns títulos foram incluídos na re-edição de compilações como Lieder de Schubert no Registro, etc. Os títulos foram como segue:
- Franz Schubert:
  - Lied der Mignon
  - Nachtstück
  - Die junge Nonne
  - Liebesbotschaft
  - Die Liebe hat gelogen
- Robert Schumann:
  - Lotosblume
  - Schneeglockchen
  - Zum Schluss
  - Herzeleid
  - Liebeslied
- Gabriel Fauré:
  - Soir
  - Nell
  - Le secret
  - Le don silencieux

## Arquivo
- Coleção de 53 cartas de Casals e Metcalfe, etc., c1915-1918: George P. Moore coleção Archives of American Art, Smithsonian Institution: Microfilme carretel 5743.
- Susan Metcalfe Letras 1902-1922 (69 itens): Jackson Biblioteca, Greensboro, Universidade da Carolina do Norte: MSS 246.